# Honokaa
Honokaa és una concentració de població designada pel cens dels Estats Units a l'estat de Hawaii. Segons el cens del 2000 tenia 2.233 habitants.

## Demografia
Segons el cens del 2000, Honokaa tenia 2.233 habitants, 761 habitatges, i 564 famílies La densitat de població era de 671,62 habitants per km².
Dels 761 habitatges en un 29,2% hi vivien nens de menys de 18 anys, en un 54,1% hi vivien parelles casades, en un 14,5% dones solteres, i en un 25,9% no eren unitats familiars. En el 23,1% dels habitatges hi vivien persones soles el 14,1% de les quals corresponia a persones de 65 anys o més que vivien soles. El nombre mitjà de persones vivint en cada habitatge era de 2,88 i el nombre mitjà de persones que vivien en cada família era de 3,37.
Per edats la població es repartia de la següent manera: un 25,2% tenia menys de 18 anys, un 7,1% entre 18 i 24, un 24,4% entre 25 i 44, un 21,7% de 45 a 64 i un 21,6% 65 anys o més.
L'edat mediana era de 40,2 anys. Per cada 100 dones hi havia 94,34 homes. Per cada 100 dones de 18 o més anys hi havia 93,4 homes.
La renda mediana per habitatge era de 41.964 $ i la renda mediana per família de 45.962 $. Els homes tenien una renda mediana de 28.359 $ mentre que les dones 23.750 $. La renda per capita de la població era de 17.226 $. Aproximadament el 6,0% de les famílies i el 9,6% de la població estaven per davall del llindar de pobresa.

## Poblacions properes
El següent diagrama mostra les poblacions més properes.